# Educando a Rita
Educando a Rita (título original: Educating Rita) es una película británica de comedia dramática estrenada el 14 de septiembre de 1983, dirigida por Lewis Gilbert y basada en la obra teatral homónima de Willy Russell. La cinta está protagonizada por Julie Walters y Michael Caine en los papeles principales.

## Argumento
Susan White (Julie Walters), que inicialmente se hace llamar Rita, es una joven peluquera de clase trabajadora, insatisfecha con la rutina de su trabajo y con su vida social, que busca superarse inscribiéndose en un curso de literatura inglesa de la Open University.
El profesor asignado a Susan, Frank Bryant (Michael Caine), está hastiado y hace tiempo que abusa del alcohol. La pasión de Bryant por la literatura es reavivada por Rita, cuya capacidad técnica para la materia se ve limitada por su falta de educación, pero cuyo entusiasmo el profesor encuentra refrescante. Al principio, Frank recela de la capacidad de Rita para adaptarse a la cultura estudiantil, pero queda impresionado por su brío y seriedad y se ve obligado a replantearse sus actitudes y su posición en la vida. Susan descubre que la tutela de Frank le abre las puertas a un estilo de vida bohemio y a una nueva confianza en sí misma.

## Elenco y personajes
- Michael Caine como el profesor Frank Bryant.
- Julie Walters como Susan "Rita" White.
- Michael Williams como Brian.
- Dearbhla Molloy como Elaine.
- Jeananne Crowley como Julia, la novia de Frank.
- Malcolm Douglas como Denny White, el esposo de Rita.
- Godfrey Quigley como el padre de Rita.
- Patricia Jeffares como la madre de Rita.
- Maeve Germaine como Sandra, la hermana de Rita.
- Maureen Lipman como Trish, compañera de piso de Rita.
- Gerry Sullivan como guardia de seguridad.
- Pat Daly como becario.
- Kim Fortune como Collins.
- Philip Hurdwood como Tyson, apodado "Tiger".
- Hilary Reynolds como Lesley.
- Jack Walsh como Price.
- Christopher Casson como profesor.
- Gabrielle Reidy como Barbara.
- Des Nealon como vigilante.
- Marie Conmee como clienta de la peluquería.
- Oliver Maguire como tutor.
- Derry Power como fotógrafo.
- Alan Stanford como encargado del restaurante.

## Premios y nominaciones
| Año  | Premio                                             | Nominado/a      | Resultado |
| ---- | -------------------------------------------------- | --------------- | --------- |
| 1983 | Óscar al mejor actor                               | Michael Caine   | Candidato |
| 1983 | Óscar a la mejor actriz                            | Julie Walters   | Candidata |
| 1983 | Óscar al mejor guion adaptado                      | Willy Russell   | Candidato |
| 1983 | BAFTA a la mejor película                          | Educando a Rita | Ganadora  |
| 1983 | BAFTA al mejor actor                               | Michael Caine   | Ganador   |
| 1983 | BAFTA a la mejor actriz                            | Julie Walters   | Ganadora  |
| 1983 | Globo de Oro al mejor actor - Comedia o musical    | Michael Caine   | Ganador   |
| 1983 | Globo de Oro a la mejor actriz - Comedia o musical | Julie Walters   | Ganadora  |